# Matar o morir
Matar o morir es una película de acción, drama y suspenso mexicana de 1984, dirigida por Rafael Villaseñor Kuri y protagonizada por Vicente Fernández, Gabriela León, Mariana Montaño y Julieta Rosen. Esta película está rodada principalmente en Santa Rosa, Texas y México posiblemente en Monterrey ya que la producción no aclara donde se filmó la primera parte.

## Argumento
Arturo Mendoza (Vicente Fernández) es un prominente ganadero y amante de la ranchería con que impresiona a mujeres casadas y viudas del pueblo, como esta viudo tiene varias amantes; su hijo Vicente es un apostador compulsivo perdiendo generalmente, contrae una deuda fuerte con Don Ramón un ganadero amigo de Arturo, este le presiona para que le pague so pena que comunicara a su padre la deuda, pero Vicente no logra reunir el dinero antes del tiempo pactado entonces utiliza un dinero que don Javier mando a pagar a Arturo por un adeudo que tenían este ve a Arturo en una cantina exigiéndole su recibo, entonces comprende Arturo que su hijo se agarró el dinero. Enfurecido increpa a su hijo en su hacienda donde lo insulta tachándole de cobarde y ladrón mas golpeándolo 3 veces y lo corre de la hacienda; por lo que Vicente se marcha sin decir donde se fue; Arturo luego arrepentido lo busca por zonas aledañas incluso en casinos y bares de otros poblados infructuosamente; pasaron meses sin saber Arturo nada del paradero de su hijo hasta que le llaman de Nuevo Laredo notificándole que encontraron a su hijo muerto. Al identificar el cadáver descubre que una esclava de oro que portaba no la tenía pero la policía considera que ese fue motivo para matarlo. 
Tras sepultar a su hijo Arturo viaja a Santa Rosa, Texas donde fue hallado muerto su hijo y se entrevista con el comandante Tony Collins (Pedro Armendáriz Jr) que sigue las investigaciones del crimen, Arturo en principio quiere colaborar con la investigación acudiendo donde lo encontraron donde vio la primera contradicción de Collins que había dicho que Vicente fue hallado muerto arrastrado por la corriente, pero el empleado de la represa dijo a Arturo que estaba seco cuando lo descubrió, entonces Arturo empezó a dudar de Collins; más tarde va a un hotel donde fue visto su hijo y el dependiente entrega una caja de ropa donde encuentra el número de una sobrecargo de nombre Daniela, investiga sobre ella y le comunica a Collins, en tanto Collins amenaza a Daniella y comienza a hostigar a Arturo que se vaya porque podría detenerlo por entorpecer las investigaciones ya que Collins es un exmilitar del vietcong en la guerra de Vietnam. Daniela finalmente relata a Arturo que Collins asesino a su hijo pues ella fue amante de Collins y este no soportaba que ella lo cambiara por otro; entonces Arturo clamando venganza reta al sheriff a debatirse en la represa logrando finalmente vengar la muerte de su hijo.

## Reparto
- Vicente Fernández como Arturo Mendoza
- Pedro Armendáriz Jr. como Anthony Collins
- Humberto Herrera como Vicente Mendoza
- Gabriela León como Daniela Guereno
- María Montaño como Susana
- Julieta Rosen como Rosalba
- Rafael Fernández como Gregorio
- Clarissa Ahuet como Matilde
- Lena Jiménez como doña Lena

## Música
Bajo la dirección de Federico Méndez se escucharon estos sencillos en la película interpretados por Vicente Fernández, los temas fueron otorgados por cortesía de CBS International S.A.
| Canción                 | Autor                              | Intérprete        |
| ----------------------- | ---------------------------------- | ----------------- |
| El ranchero             | Federico Méndez y Rigoberto Alfaro | Vicente Fernández |
| Yo quiero ser tu marido | José Aguilar Ochoa                 | Vicente Fernández |
| La diferencia           | Juan Gabriel                       | Vicente Fernández |
| Esta tristeza mía       | Alfonso Valdez Herrera             | Vicente Fernández |